# Daniel Kaiser (Moderator)
Daniel Kaiser (* 24. Februar 1986 in der DDR) ist ein deutscher Radio- und Fernsehmoderator.

## Leben
Kaiser lebt seit seinem 5. Lebensjahr in Frankfurt am Main. Nach der Mittleren Reife und mehreren Versuchen, im Medienbereich Fuß zu fassen, führte ihn der Weg zum Radio und später ins Fernsehen. Er begann seine Karriere als Radiomoderator bei Radio Klinikfunk und moderierte nebenbei im Nachmittagsprogramm von POP Radio.
Daniel Kaiser war ab dem 3. April 2006 Netzreporter bei GIGA TV in Köln und für den Blick nach draußen als rasender Reporter zuständig. Ab Ende April war von Kaiser nichts mehr bei GIGA Play zu sehen. Anfang Juli verschwand nach einem Thread im GIGA-Forum, der forderte, dass Daniel Kaiser wieder als rasender Reporter tätig werden sollte, sein Profil von der Team-Seite von GIGA.DE. Wenig später versuchte Moderatorin Vio die aufgebrachten Gemüter mit der Ankündigung, dass es bald mehr Informationen geben werde, zu beruhigen. Später konnte man lesen, dass Daniel „nicht mehr mit den Ergebnissen seiner Arbeit“ zufrieden gewesen sei und GIGA deshalb im gegenseitigen Einvernehmen verlassen habe. Eine Abschiedssendung hat es für ihn dennoch nie gegeben.
Von 2008 bis 2009 moderierte Kaiser die Kindersendung „My Pokito“ auf RTL II, bis das Format Ende 2009 vom Sender gestrichen wurde.
Seit April 2010 moderiert er für Wiesbaden TV das regionale Format „Hallo Wiesbaden!“, das in Kooperation auch auf RheinMainTV im Kabelfernsehen übertragen wird.
Seit Oktober 2011 moderiert Kaiser die interaktive Talkshow „Nightlounge“ beim Radiosender bigFM. Seit 2013 moderiert er zudem die Radiosendungen Spotify Show, bigMusic Revolution auf bigFM – sowie bei RPR1. seit April 2018 „Der Sonntag mit Daniel Kaiser“ und seit März 2019 „Die Daniel Kaiser Show“.

## Sendungen
- bei GIGA TV
  - GIGA PLAY (2006 bis 2007)

- bei RTL II
  - MY POKITO (2008 bis 2009)

- bei RheinMainTV
  - Hallo Wiesbaden (2010 bis 2012)

- bei bigFM
  - Nightlounge (2011 bis heute)
  - Spotify Show (2013 bis heute)

- bei RPR1
  - Endlich Samstag mit Daniel Kaiser (Januar 2017 bis März 2018)
  - Der Sonntag mit Daniel Kaiser (Seit April 2018)
  - Die Daniel Kaiser Show (Seit März 2019)